# توملیلا
شهر توملیلا (به سوئدی: Tomelilla) در ناحیه شهرداری توملیلا در کشور سوئد واقع شده‌است. جمعیت این شهر ۱۱۲۶٫۷۱  نفر است.